# Насиха Капиџић Хаџић
Насиха Капиџић Хаџић (6. децембар 1932. – 22. септембар 1995) била је босанскохерцеговачки аутор и пјесник за дјецу. Њена прва књига за дјецу, „Маскенбал у шуми”, објављена је 1962. године.

## Младост
Насиха Капиџић Хаџић рођена је у Бањој Луци 6. децембра 1932. године, иако неки извори тврде да је рођена 6. новембра 1931. године. У дјетињству имала је операцију ноге и носила је гипс, због чега је била „прикована” за кревет. Шестогодишња Насиха почела је први пут да пише током свог опоравка.
Основну и средњу школу завршила је у Бањој Луци, а студирала је на Филозофском факултету у Београду. Била је професор у бањалучкој гимназији, а затим је прешла у Сарајево, гдје је била уредник у Образовном и Дјечијем програму Радио Сарајева. Након тога, рад је наставила у издававчком предузећу „Веселин Маслеша” гдје је, до пензионисања, радила као уредник едиције за дјецу и омладину.
Насиха је писала поезију за дјецу, поетско-прозне записе и дрмаске текстове, критике и есеје о дјечјој књижевности. Њена дјела уврштена су у низ антологија и читанки за основне школе. Њене драмске игре за дјецу извођене су на радију и у позоришту.
Имала је ћерку по имену Аида. Умрла је у Сарајеву 22. септембра 1995. године.
Родна кућа Насихе Капиџић Хаџић у Бањој Луци проглашена је националним спомеником.

## Награде
- Двадесетседмојулска награда
- Шестоаприлска награда града Сарајева
- награда Змајевих дјечијих игара
- награда „Веселин Маслеша”
- двије награде издавачког предузећа „Свјетлост”[1][11]